# The Night (álbum de Morphine)
The Night es el quinto y último álbum de estudio de la banda estadounidense Morphine. Fue completado a comienzos del año 1999, antes de la muerte del bajista y vocalista de la banda Mark Sandman, el 3 de julio de dicho año. A pesar de que este hecho causó la disolución de la banda, el disco fue publicado en el año 2000.

## Lista de temas
1. «The Night» - 4:50
2. «So Many Ways» - 4:01
3. «Souvenir» - 4:40
4. «Top Floor, Bottom Buzzer» - 5:44
5. «Like a Mirror» - 5:26
6. «A Good Woman Is Hard to Find» - 4:14
7. «Rope on Fire» - 5:36
8. «I'm Yours, You're Mine» - 3:46
9. «The Way We Met» - 2:59
10. «Slow Numbers» - 3:58
11. «Take Me With You» - 4:54